# The Sonny Side of Chér
The Sonny Side of Chér es el segundo álbum de estudio de la cantante y actriz estadounidense Cher, lanzado en abril de 1966 por Imperial, como su segundo álbum, Cher volvió a colaborar con Sonny Bono y Harold Battiste. El álbum es en general un álbum de covers y contiene dos canciones escritas por Bono. El título del álbum es un juego de palabras con el nombre del primer marido de Cher, Sonny Bono. Después de su lanzamiento, el álbum obtuvo críticas positivas de los críticos. El álbum fue el segundo álbum exitoso de Cher de los años sesenta. 

## Información del álbum
Después del éxito de su álbum anterior, Cher grabó rápidamente otro álbum. The Sonny Side of Chér estaba en la lista con el segundo álbum de estudio de Sonny & Cher, The Wondrous World of Sonny & Cher. El álbum sigue la misma fórmula del álbum anterior con versiones reorganizadas y nuevas canciones escritas por Bono. El Sonny Side of Chér fue en general menos exitoso que el lanzamiento anterior, pero produjo éxitos más grandes que el primer álbum. Contiene el primer éxito solitario de Cher Top 10, la canción Bono-escrita "Bang Bang (My Baby Shot Me Down)". Con "Bang Bang", Cher se asentó definitivamente en la cultura pop estadounidense. El álbum también tenía dos canciones con influencia francesa, "A Young Girl" y "Our Day Will Come" y el famoso "Milord" de Edith Piaf. Como su álbum anterior All I Really Want To Do, Cher cubrió una canción escrita e interpretada por Bob Dylan, "Like a Rolling Stone". [2] El álbum también incluyó "It's Not Unusual" de Tom Jones, la popular canción "Our Day Will Come" y "The Girl from Ipanema". [2] Otras portadas son "A Young Girl" y "Ol 'Man River" (que muestra el enorme poder vocal que Cher ya tenía en este álbum anterior). [2] En 1992, el álbum original y el álbum debut de Cher, All I Really Want to Do, fueron reeditados por EMI en un CD que presentaba todos los temas de ambos. [3] Después de 1995, EMI relanzó esta versión junto con el álbum Cher. [3] La última versión del álbum fue lanzada en 2005 solo en el Reino Unido por BGO Records. Estas ediciones tienen un orden de seguimiento diferente al LP original.

## Rendimiento comercial
El Sonny Side of Chér, como el álbum anterior de Cher, fue un éxito en el Billboard 200. El álbum entró en la lista, mientras que The Wondrous World of Sonny & Cher también cartografiaba, alcanzando finalmente el puesto # 26. El álbum también entró en la lista de álbumes del Reino Unido y debutó en el puesto número 28 en mayo, y alcanzó su posición más alta (n. ° 11) tres semanas después. [4] El álbum permaneció en la tabla durante once semanas y salió en julio. [4] The Sonny Side of Chér también fue el último álbum de Cher que ingresó en la lista de álbumes del Reino Unido hasta su álbum de 1987 Cher (lanzado por Geffen). The Sonny Side of Chér también entró en la lista de álbumes de Noruega y alcanzó el puesto # 17.

## Sencillo
Dos singles fueron lanzados de este álbum; ambos fueron escritos por Bono. "Where Do You Go", el primer sencillo del álbum, fue un Dylan-mimic [2] y alcanzó el número veinticinco en el Billboard Hot 100 y el número diecisiete en el Canadian Single Charts. El segundo sencillo lanzado fue la canción más exitosa de Cher de los años sesenta, "Bang Bang (My Baby Shot Me Down)", que alcanzó su punto máximo en los EE. UU. En el n. ° 2 y que también fue un éxito en la lista de singles del Reino Unido en el n. ° 3. La canción fue cubierta por Bono en el álbum en vivo de Sonny & Cher Live in Las Vegas Vol. 2, y luego fue regrabada para el álbum de estudio 1987 Cher.

## Lista de canciones
Lado A
1. "Bang Bang (My Baby Shot Me Down)"  (Sonny Bono) 2:50
2. "A Young Girl (Une Enfante)" (Oscar Brown, Jr., Charles Aznavour, Robert Chauvigny) 3:24
3. "Where Do You Go" (Sonny Bono) 3:21
4. "Our Day Will Come"  (Bob Hilliard, Mort Garson) 2:16
5. "Elusive Butterfly" (Bob Lind) 2:33
6. "Like a Rolling Stone" (Bob Dylan) 3:59

Lado B
1. "Ol' Man River" (Oscar Hammerstein, Jerome Kern) 2:55
2. "Come to Your Window" (Bob Lind) 3:06
3. "The Girl from Ipanema" (Vinícius de Moraes, Norman Gimbel, Antonio Carlos Jobim) 2:18
4. "It's Not Unusual" (Gordon Mills, Leslie Reed) 2:15
5. "Time" (Michael Merchant) 3:21
6. "Milord" (Lewis, Marguerite Monnot, George Moustaki) 2:42

## Créditos
Personal
- Cher - voz principal

Producción
- Sonny Bono - productor discográfico
- Harold Battiste - arreglo musical
- Stan Ross - ingeniero de sonido

Diseño
- Woody Woodward - dirección de arte

## Listas de popularidad
| 1966           |                        |    |
| Estados Unidos | US Billboard 200       | 26 |
| Noruega        | Norwegian Albums Chart | 17 |
| Reino Unido    | UK Albums Chart        | 11 |